# Józef Ryś
Józef Ryś (ur. 1875, zm. ?) – polski fotograf, wydawca pocztówek, ojciec fotografa Mieczysława Rysia (1896-1967).

## Życiorys

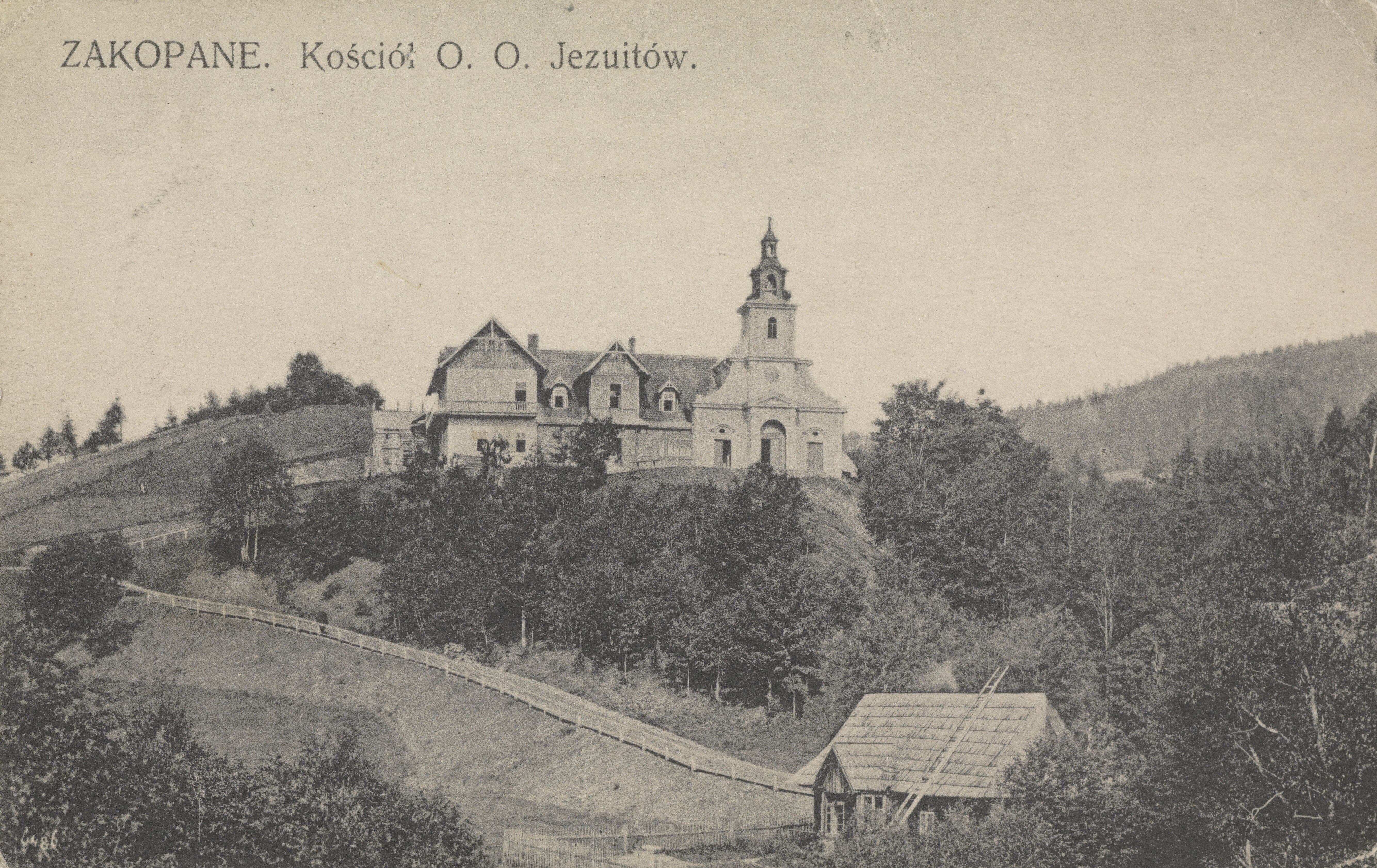
1906. Zakopane – kościół Najświętszej Marii Panny Nieustającej Pomocy ojców Jezuitów na Górce. Pocztówka wydana nakładem Józefa Rysia

Prawdopodobnie wywodził się z fotograficznej rodziny pochodzącej z Galicji. Pierwsze kroki stawiał w zakładzie fotograficznym starszego brata Juliana w domu Onyczów przy ulicy Krakowskiej w Tarnowie. W roku 1893 przybył do Bielska–Białej, gdzie próbował otworzyć własne atelier. W roku 1895 przeniósł się do Zakopanego i tu otworzył zakład fotograficzny przy ulicy Krupówki 69. Tworzył przede wszystkim portrety, ale chętnie dokumentował także wydarzenia w terenie – powstające budynki pensjonatów, sceny rodzajowej, ćwiczenia narciarskie prowadzone przez Mariusza Zaruskiego itp. W 1899 wykonał fotografię pierwszego pociągu, który dotarł do nowo otwartej stacji kolejowej w kurorcie. W 1908 swoje atelier nazwał "Wisła" – zdjęcia z tego okresu często opatrywał własnym podpisem i nazwą zakładu. Niemal od początku swojej działalności w Zakopanem wydawał własnym nakładem pocztówki, przede wszystkim o tematyce tatrzańskiej – korzystał przy tym z własnych zdjęć, ale nie tylko (m.in. autorstwa Janusza Chmielowskiego). W okresie I wojny światowej dokumentował formujące się Legiony Polskie, ich ćwiczenia i spotkania, a także samego komendanta Józefa Piłsudskiego.

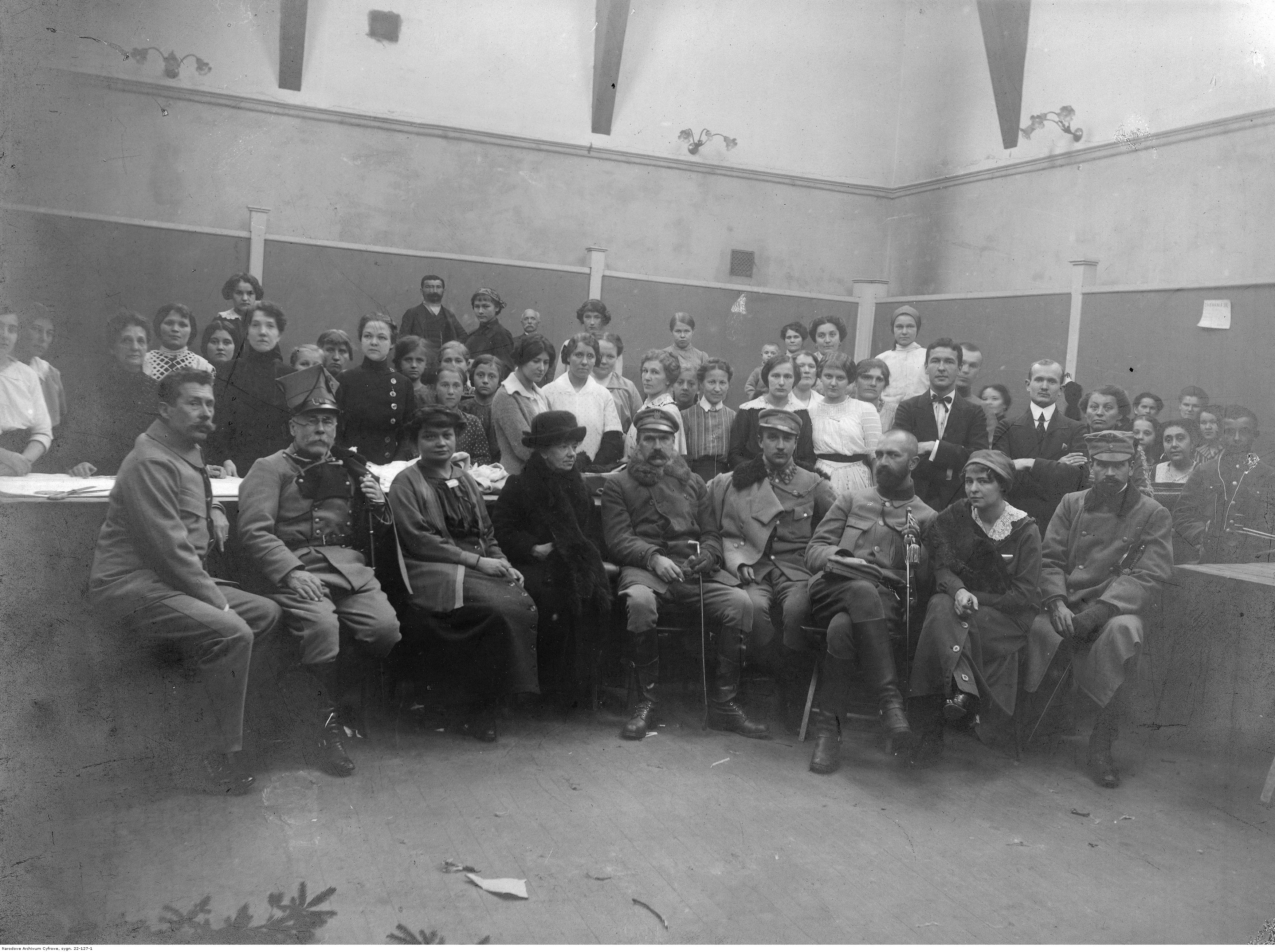
16 grudnia 1914. Pracownicy intendentury Legionowej w Zakopanem. Na pierwszym planie od lewej siedzą: kierownik intendentury Trojanowski, Wacław Sieroszewski, założycielka intendentury Zofia Praussowa, Zaniewska, Józef Piłsudski, Tadeusz Kasprzycki, Walery Sławek, członkini Komitetu Wojskowego w Zakopanem Janina Nowotnowa, komendant placu w Zakopanem Tytus Czaki. Fot. Józef Ryś

Los spuścizny fotograficznej Józefa Rysia nie jest znany, niewielka część autorskich odbitek i wydanych przez niego pocztówek znajduje się w Muzeum Tatrzańskim. Fotografie o tematyce legionowej z lat 1914–1915 znajdują się m.in. w Narodowym Archiwum Cyfrowym. Niekiedy atrybucja jego prac jest błędnie przypisywana innemu fotografowi – Janowi Rysiowi.